# نهضة هارلم
نهضة هارلم (بالإنجليزية: Harlem Renaissance)‏ هي نهضة ثقافية امتدت طوال فترة العشرينات من القرن العشرين. كانت تعرف خلال تلك الفترة باسم «الحركة الزنجية الجديدة،» وقد سميت بذلك نسبة لكتاب آلان لوك المنشور في عام 1925. اشتملت الحركة على أشكال من التعبير الثقافي للأمريكين الأفارقة في الشمال الشرقي والغرب الأوسط للولايات المتحدة الأمريكية، وهي المناطق الأكثر تأثراً بحركات الهجرة الكبرى للسود، والتي كان لحي هارلم النصيب الأكبر فيها. على الرغم من تمركز الحركة في حي هارلم بمنهاتن نيويورك، إلا أن تأثيرها اتسع ليشمل الأفارقة الفرانكوفونيين في المستعمرات الأفريقية والبحر الكاريبي.
امتد نشاط حركة نهضة هارلم من عام 1918 إلى أواخر الثلاثينيات، إلا أن فكر الحركة استمر لفترة أطول من ذلك بكثير. كان ذروة نشاط الحركة في الأعوام ما بين 1924 (العام الذي استضافت فيه مجلة «الفرصة: دورية حياة الزنوج» حفلة للكتاب السود حضرها العديد من الناشرين البيض) وعام 1929 (سنة انهيار سوق الأسهم وبداية الكساد العظيم).

## خلفية الحركة
عاش معظم الأمريكيين السود في جنوب أمريكا تحت وطأة الإستعباد حتى نهاية الحرب الأهلية الأمريكية. عندها، وبانتهاء عهد الرق، بدأ الأمريكيون الأفارقة العتقاء بالسعي بالمطالبة بالمشاركة المدنية، المساواة السياسية والاقتصادية، وامتلاك حق تقرير المصير. وبحلول عام 1875، تم انتخاب 16 عضوا في الكونغرس الأمريكي من أصول أفريقية، مقدمين بذلك العديد من الخطب الداعمة لقضايا الأمريكين السود. إلا أن الديمقراطيين البيض تمكنوا من استعادة السلطة في الجنوب في أواخر السبعينات من القرن التاسع عشر، وبدأوا عندها في سن القوانين التي حاصرت السود والعديد من البيض الفقراء، ومنعتهم من حق التمثيل السياسي. قام الديمقراطيون بمنع السود من ممارسة حقوقهم السياسية والمدنية وذلك من خلال ترويع المجتمعات السوداء بأشكال مختلفة من العنف المنظم. كما اجبروا الآلاف من الأمريكين الأفارقة إلى العودة للعمل غير المأجور في حقول الألغام والمزارع ومشارع الأشغال العامة مثل بناء الطرق والسدود. تعرض العمال السود لأشكال وحشية من العقاب البدني والإرهاق والمرض بسبب الظروف الغير صحية لمكان العمل، مما أدى إلى ارتفاع معدل الوفيات بينهم. وبما أن القليل من السود كان قادرا على امتلاك الأراضي بعد الحرب الأهلية، تم استغلال معظمهم بالعمل كمزارعين مستأجرين. وعندما أصبحت الحياة في الجنوب مستحيلة، بدأ الأميركيون الأفارقة بالهجرة إلى الشمال بأعداد كبيرة.
نشأت معظم الحركة الأدبية الأفريقية الأمريكية مع الجيل الذي عاش فترة إعادة الإعمار بعد الحرب الأهلية الأمريكية. بعض آبائهم أو أجدادهم كان من العبيد. ينمتى العديد من مفكروا وكتاب نهضة هارلم لجيل الهجرة الكبرى من الجنوب إلى أحياء الزنوج في الشمال والغرب الأوسط. سعى الأمريكيون السود للحصول على مستوى أفضل من المعيشة والتحرر من العنصرية الممنهجة في الجنوب. أما القسم الآخر فكان من المنحدرين من أصل أفريقي والذين قدموا من المجتمعات الطبقية العنصرية في منطقة البحر الكاريبي أملا في الحصول على حياة أفضل في الولايات المتحدة.

## تطور الحركة
خلال العقود الأولى من القرن العشرين، كانت هارلم وجهة للباحثين عن عمل من الجنوب، كما كانت مقصدا للطبقة المثقفة التي جعلت من المنطقة مركزا ثقافيا مهما، مما أدى إلى تساع شريحة الطبقة المتوسطة فيها. في نهاية القرن التاسع عشر، كانت هارلم ضاحية للطبقات الوسطى من البيض. كانت تظهر فيها المنازل الفخمة والطرق الواسعة ووسائل الرفاهية كساحة لعب البولو ودار الاوبرا. إلا أن تدفق المهاجرين الأوربيين إلى المنطقة في أواخر القرن التاسع عشر أدى إلى هجرة السكان البيض إلى الشمال.
في بداية القرن العشرين، أصبحت هارلم منطقة للأمريكيين الأفارقة. في عام 1910، اشترى أصحاب عقارات أفريقية أمريكية معظم المنازل ومجموعة كنائس على شارع 135. وخلال الحرب العالمية الأولى، نزح عدد أكبر من الأمريكين السود إلى المنطقة. فقد توقفت هجرة العمال الاوربيون إلى المنطقة بسبب الحرب، كما أن الحرب أدت إلى زيادة الطلب على العمالة في المجال الصناعي. كما جلبت الهجرة الكبرى مئات الآلاف من الأمريكيين من أصل أفريقي إلى مدن مثل شيكاغو وفيلادلفيا وديترويت ونيويورك.وعلى الرغم من ازدياد شعبية الثقافة الزنجية، إلا أن العنصرية البيضاء التي قدمت مع بعض المهاجرين البيض استمرت في مضايقة الأمريكان السود حتى في شمال أمريكا.
وبعد انتهاء الحرب العالمية الأولى، معظم الجنود السود الذين قاتلوا في وحدات منفصلة عن الجنود البيض عادوا إلى وطن لا يحترم انجازات مواطنيه. فوقعت أعمال شغب عرقية وانتفاضات مدنية خلال صيف عام 1919 المعروف بالصيف الأحمر في الولايات المتحدة الأمريكية. كانت المظاهرات تعكس المنافسة الاقتصادية على الوظائف والسكن والتوترات حول القضايا الاجتماعية الأخرى.

## تعرف الشارع على نهضة هارلم الثقافية
بدأت مرحلة تعرف الجمهور على نهضة هارلم في أواخر العشرينات من القرن العشرين. في عام 1917 كان العرض الأول لـ (ثلاث مسرحيات لمسرح الزنوج) للكاتب ريدجلي تورنس، واللتي نقل فيها المشاعر والرغبات الإنسانية المعقدة. لعب الأدوار ممثلون سود حقيقيون رافضين بذلك تقاليد المسرح القديمة والمكياج الأسود. وصف جيمس والدن جونسون هذا العرض ب«الحدث الأكثر أهمية للسود في تاريخ المسرح الأمريكي.»
أما المحطة الهامة الأخرى كانت عندما نشر الشاعر كلود ماكي قصيدة «إذا كان يجب أن نموت» في عام 1919، والتي أدخلت بعدا سياسيا كبيرا لموضوعات الإرث الثقافي الإفريقي وعلاقته بالتجربة المدنية الحديثة. وعلى الرغم من أن القصيدة لم تذكر صراحة مسألة العنصرية والتفرقة العرقية، إلا أن القارئ الأمريكي الأسود سمع فيها صوت التحدي ومواجهة العنصرية. في عام 1917، أسس هوبير هاريسون المعروف باسم (راعي التطرف في هارلم) كلا من «عصبة الحرية» و«الصوت» أول منظمة وأول صحيفة تابعتان لحركة الزنجي الجديد. كانتا تحملان بعدا سياسيا، الا أنهما ركزتا على الفنون والشعر. في عام 1927، تحدى هاريسون مفهوم نهضة هارلم. وجادل بأن الحركة أهملت الإنتاج الأدبي والفني للكتاب السود، مدعيا بأن نهضة هارلم هي في الأصل حركة من إنتاج البيض.
نمت نهضة هارلم من خلال التغيرات التي حدثت في المجتمع منذ إلغاء الرق، وكذلك من خلال التوسع في المجتمعات السوداء في الشمال. كان هذا التسارع نتيجة للحرب العالمية الأولى والتغيرات الاجتماعية والثقافية الكبرى في أوائل القرن العشرين في الولايات المتحدة. كانت الصناعة تجذب الناس من المناطق الريفية إلى المدن كما أدت إلى ثقافة جماهيرية جديدة. ومن العوامل المساهمة التي أدت إلى ظهور نهضة هارلم هي الهجرة الكبرى للأميركيين الأفارقة إلى المدن الشمالية، والتي أدت إلى تمركز مجموعة كبيرة من الناس الطموحين في مكان واحد يشجع فيه بعضهم البعض.

## الدين
لعبت المسيحية دورا رئيسيا في نهضة هارلم. كما ناقش العديد من الكتاب والنقاد الاجتماعيين دور المسيحية في حياة الأميركيين الأفارقة. على سبيل المثال، تعكس قصيدة «السيدة والوزير» الشهيرة التي كتبها لانغستون هيوز درجة انطباع الناس تجاه الدين في نهضة هارلم. كما احتل عنوان الغلاف في مجلة «كرايسس» في مايو عام 1936 موضوع الاتحاد المقترح لأكبر الكنائس الميثودية. أظهر هذا المقال السؤال المثير للجدل حول امكانية تشكيل الاتحاد لهذه الكنائس. وفي مقال اخر «الكنيسة الكاثوليكية والكاهن الزنجي» في نفس المجلة يناير 1920 تظهر العقبات التي يواجهها الكهنة الأميركيين الأفارقة في الكنيسة الكاثوليكية. ناقش المقال التفرقة العنصرية التي ابعدت الأمريكيين من أصل أفريقي من المناصب العليا في الكنيسة. كان هناك أشكال مختلفة من العبادات الدينية خلال الصحوة الفكرية للأمريكين من أصل أفريقي. فهناك روحانيات أخرى تمارس بين الأمريكيين من أصل أفريقي خلال نهضة هارلم، منها ماهو موروث من بعض هذه الأديان والفلسفات الأفريقية مثل الفودو والسانتيريا.
وبالرغم من أن دين الإسلام كان موجودا في أفريقيا في وقت مبكر من القرن الثامن الميلادي من خلال التجارة عبر الصحراء، إلا أنه جاء إلى هارلم على الأرجح من خلال هجرة أعضاء (معبد العلوم المغاربي في أمريكا) الذي تأسس في عام 1913 في نيو جيرسي.
أما اليهودية فكانت تمارس بأشكال مختلفة، مثل اليهودية الأرثوذكسية واليهود المحافظون وحتى اليهودية الإصلاحية، كما تأسس في هارلم نظام ديني يهودي عبر (اليهود العبرانيون الاسرائلييون) في نهاية القرن العشرين.

## نقد الدين
شجعت نهضة هارلم الحوار التحليلي الذي تضمن نقد مفتوح وتعديل للأفكار الدينية الحالية. كان هارون دوغلاس واحدا من أهم المساهمين في مناقشة ثقافة النهضة، وقد أبرزت أعماله الفنية التنقيحات التي اجراها الأمريكيون الافارقة في العقيدة المسيحية. استخدم دوغلاس صور من الكتاب المقدس كمصدر إلهام لبعض من أعماله الفنية ولكن بعد إضافة لفتات جريئة من روح الثقافة الأفريقية.
أما في الشعر، فقد عبرت قصيدة «التراث» لكاونتي كولين عن الصراع الداخلي للأمريكيين من أصل افريقى بين تراثهم الأفريقي القديم وثقافتهم المسيحية الجديدة. كما ظهرت انتقادات أكثر حدة تجاه الدين المسيحي في قصيدة لانغستون هيوز «عيد ميلاد مجيد»، حيث يسخر متعجبا كيف للمسيحية باعتبارها رمزا للخير أن تكون أيضا مصدرا للقهر والظلم.

## الازياء والموضة
انعطف المشهد العام لملابس الأمريكيين السود منعطفا دراميا خلال نهضة هارلم. فبعد أن كان الأمريكيين من أصل أفريقي يرتدون الملابس القاتمة، أصبح النساء يلبسن القبعات الواسعة المكللة بالورود ذات الغطاء القصير الشفاف والجوارب الحريرية والاحذية مفتوحة الأصابع. كما صار الرجال يرتدون بدلات (الزووت) ببنطال واسع الأرجل مرتفع الخصر، مع معطف بأكتاف مبطنة وواسعة. كانوا أيضا يلبسون المعاطف المخملية والقبعات عريضة الحواف والجوارب الملونة والقفازات البيضاء. كما كانوا يعبرون عن احترامهم لتراثهم من خلال ارتداء معاطف جلد النمر التي تدل على قوة حيوانات الغابات الأفريقية.

## أهم خصائص ومواضيع نهضة هارلم
تميزت نهضة هارلم بوجود الفخر العرقي العلني الذي جاء متمثلا في صورة الزنجي الجديد، الذي عبر عنه من خلال الإنتاج الفكري الادبي والفني والموسيقى متحديا بذلك العنصرية والقوالب النمطية السائدة بهدف الوصول إلى الاندماج الاجتماعي ونبذ العنصرية. اشتملت الحركة على اطياف ثقافية مختلفة بدءا من الثقافة الكلاسيكية إلى الثقافة العامة، كما حوت نماذجا من الموسيقى التقليدية مثل البلوز والجاز إلى جانب نماذج حداثية أخرى واشكال من الشعر الحديث. هذه التعددية شكلت صراعا داخل الحركة بين الكتاب والفنانين المجديين من جهة ووالمحافظين على التراث الأفريقي من جهة أخرى. 

من المواضيع الشائعة في فكر الحركة كان: تأثير تجربة العبودية على الهوية الأمريكية السوداء، آثار العنصرية المؤسسية المتأصلة، مشكلة الكتابة لجماهير النخبة البيضاء، ومسألة كيفية نقل وتصوير تجربة حياة السود الحديثة في الشمال.

اعتمدت نهضة هارلم على الأميركيين الأفارقة في المقام الأول ودعم الرعاة والشركات ودور النشر المملوكة للسود. ولكنها اعتمدت أيضا على رعاية الأميركيين البيض، مثل كارل فان فيختن وشارلوت أوسجوود ماسون، الذين قدموا مختلف أشكال المساعدة، وفتحوا الأبواب التي لولاها لبقيت الحركة مغلقة على نشر العمل داخل المجتمع الأمريكي الأسود فقط. كانت بعض البيض مهتما بما يسمى بالثقافات «البدائية»، ومنهم من كان ينظر إلى الثقافة الأمريكية السوداء في ذلك الوقت على انها امتدادا للثقافة الأفريقية «البدائية.» نتج عن هذا الاهتمام بالثقافة السوداء بعض الأعمال المشتركة بين البيض والسود مثل اوبرا «بورجي وبيس» لجورج جرشوين، و«أربعة قديسين في ثلاثة فصول» لجيرترود شتاين وفرجيل طومسون.
استخدم الأميركيين الأفارقة الفن لإثبات إنسانيتهم والسعي نحو المساواة. قدمت نهضة هارلم العديد من الفرص للكتاب للسود لنشر ثقافتهم من خلال دور النشر المعروفة انذاك. بدأ العديد من المؤلفين بنشر الروايات والمجلات والصحف في ذلك الوقت مثل: جان تومر، جيسي فوست، كلود مكاي، زورا نيل هيرستون، جيمس ويلدون جونسون، آلان لوك، عمر الأميري، اريك دي، ولانغستون هيوز.
ساعدت نهضة هارلم في وضع حجر الأساس لحركة الحقوق المدنية العالمية في مرحلة ما بعد الحرب العالمية الثانية.علاوة على ذلك، فإن العديد من الفنانين السود الذين ظهروا بعد تلك الفترة استلهموا ابداعهم وفكرهم من هذه الحركة الأدبية. كانت نهضة هارلم أكثر من مجرد حركة أدبية أو فنية، فقد اشتملت على نظرة اجتماعية جديدة واعتداد بالعرق الأفريقي، والذي ظهر جليا في حركة (العودة إلى أفريقيا) بقيادة ماركوس جارفي. وفي الوقت نفسه، ظهر تعبير مختلف عن الفخر العرقي روج له دو بوا، عرض فيه مفهوم «العشر الموهوبين،» ويعني بذلك أولئك الزنوج الذين كانوا محظوظين خلال الفترة الانتقالية من إعادة الإعمار إلى فترة جيم كرو في أوائل القرن العشرين بأن حصلوا على شهادة جامعية وورثوا بعض المال. كان هذا العشر بمثابة المثال الأفضل للرد على العنصرية المتفشية في ذلك الوقت. درس دو بوا انقسام الوعي في هوية الأمريكي الأسود، وتم إحياء هذا المفهوم في وقت لاحق خلال حركة «الكبرياء الأسود» في أوائل 1970.

## تأثير الحركة: هوية سوداء جديده
نجحت نهضة هارلم في ادخال تجربة الأمريكين الافارقة بشكل واضح داخل التاريخ الثقافي الأمريكي. فقد اعادت الحركة تشكيل النظرة الأمريكية والعالمية لقضية الأمريكين السود على المستوى الثقافي والاجتماعي. فقد اثرت هجرة السود من الجنوب إلى الشمال في تغيير الصورة النمطية للأميركيين الأفارقة كفلاحين بسطاء إلى مدنيين متحضرين ومفكرين. شكلت هذه الهوية الجديدة وعيا اجتماعيا أعمق، وأصبح الأمريكيين من أصل أفريقي ذوو دور فاعل على الساحة العالمية.
أصبح هذا التقدم، بجانبيه الرمزي والحقيقي، نقطة مرجعية اكسبت المجتمع الأفريقي الأميركي روح تقرير المصيرووفرت شعورا متناميا بالمدنية والتحضر، كما اسست للمطالبة بالحقوق المدنية الكاملة في الخمسينات والستينات من القرن العشرين.
قدم التطور السريع لنهضة هارلم وعيا جديدا للأمريكيين الافارقة وتقديرا للاشكال المتنوعة للثقافة السوداء.كما وفرت المواد الشعبية والروحية مصدرا غنيا للخيال الفني والفكري. من خلال تبادل هذه الخبرات الثقافية المتنوعة، نشأ وعي جديد ساعد في تشكيل الهوية العرقية الموحدة.

## النقد الموجه لنهضة هارلم
أشار العديد من النقاد إلى أن نهضة هارلم لم تستطع التخلص من موروثها التاريخي والثقافي أثناء محاولتها إنشاء ثقافة جديدة، أو حتى في محاولتها الانفصال عن الثقافة الأوربية البيضاء. وقع مفكروا الحركة في فخ تقليد نظرائهم البيض في اللباس، والتفكير، والعادات الاجتماعية. هذا التقليد الأعمى غالبا ما يقع ضحيته الأقليات التي ترغب بالاندماج في مجتمعات تحكمها الأغلبية. ويعتبر هذا سببا رئيسيا في ظهور الطابع الأبيض على الإنتاج الأدبي والفكري للحركة. كان أدب الحركة موجه إلى جمهور مختلط من البيض والسود، خصوصا من الطبقة المتوسطة. وعلى الرغم من وجود عدد من دور النشر والمجلات المملوكة لأمريكين افارقة، إلا أن معظم إنتاج الحركة كان ينشر في مجلات ودور نشر خاصة بالبيض بالرغم من وجود بعض الجدل حول العلاقة بين الطرفين. لم يكن دوبوا، على سبيل المثال، معترضا على هذه العلاقة، إلا أنه استنكر ما عرضته رواية كلود ماكاي (العودة إلى هارلم) (1928) وهي تحاول خطب ود القراء البيض بتشويه صورة الأمريكي الأسود. بينما يرى لانغستون هيوز في مقاله «الفنان الزنجي وجبل العنصرية» (1926) بأن الكتاب السود يهدفون إلى التعبير عن أنفسهم بحرية بعض النظر عن ردود أفعال الجمهور سواء كان أبيضا أو أسودا.